# Моравенов мост
Моравеновия мост (наричан още Моравенеков) е каменен сводест мост на Косьово дере в Копривщица (срещу Гърковата и Кулаксъзовата къща).
Построен е през 1844 година със средства на ктиторите Петко, Рашко и Лулчо Моравенови и Тодор Мирчов. Изграден е на пътя на старата Главна улица на града („Любен Каравелов“), за да се улесни преминаването на дерето и достъпа до новата църква „Св. Николай“ (1844 г.). Намира се в Архитектурен ансамбъл „Тороман махала“.